# Carex andina
Carex andina är en halvgräsart som beskrevs av Rodolfo Amando Philippi. Carex andina ingår i släktet starrar, och familjen halvgräs. Inga underarter finns listade i Catalogue of Life.